# Liste der Monuments historiques in Poursay-Garnaud
Die Liste der Monuments historiques in Poursay-Garnaud führt die Monuments historiques in der französischen Gemeinde Poursay-Garnaud auf.

## Liste der Bauwerke
| Bezeichnung                       | Beschreibung              | Standort               | Kennzeichnung | Schutzstatus | Datum | Bild           |
| --------------------------------- | ------------------------- | ---------------------- | ------------- | ------------ | ----- | -------------- |
| Kirche Notre-Dame-de-l’Assomption | Erbaut im 12. Jahrhundert | Rue de l’Église (Lage) | PA00104853    | Inscrit      | 1949  | weitere Bilder |